# Lotsbåt

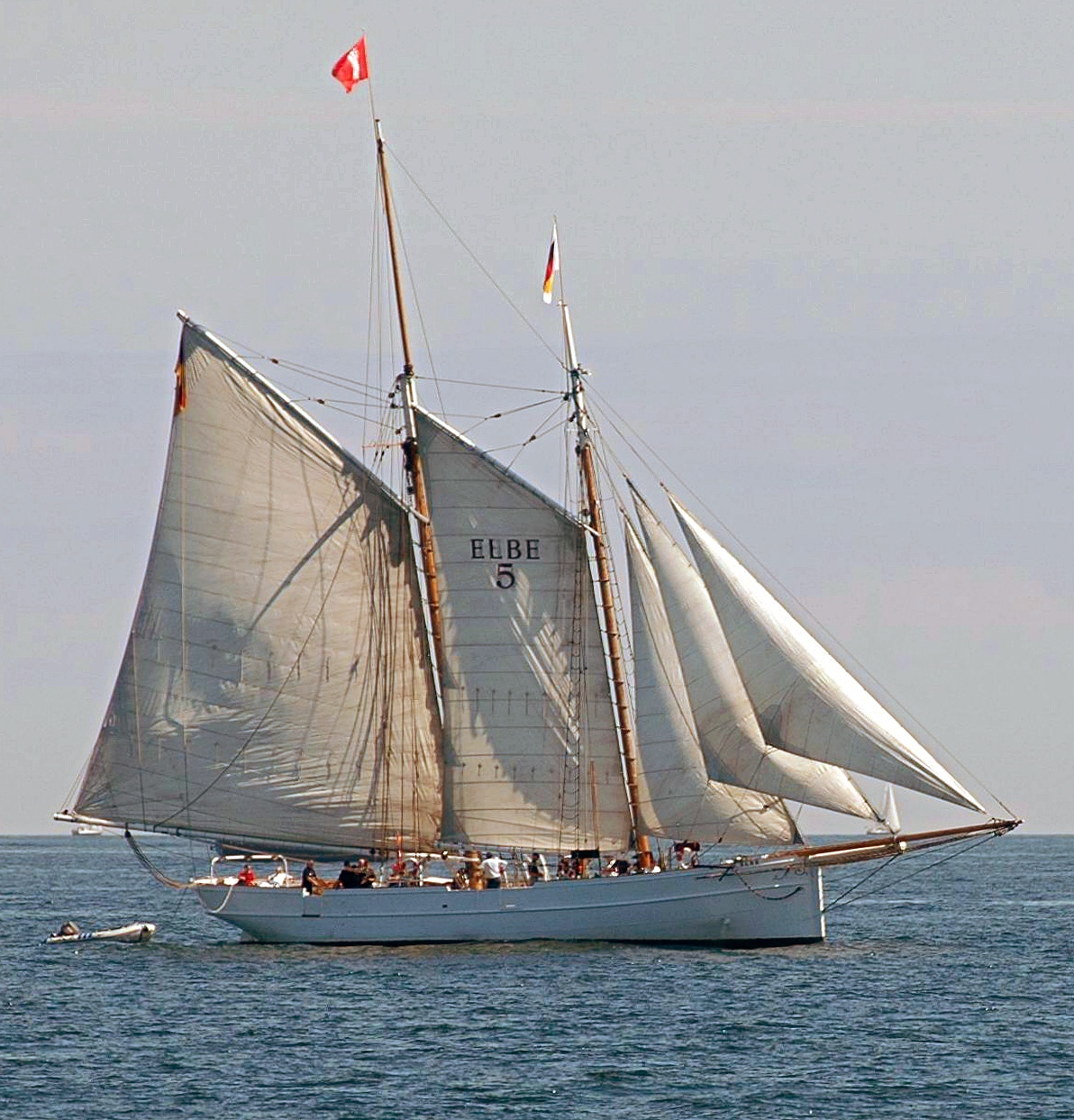
Den tyska lotsskonaren No 5 Elbe, 37 meter lång, i tjänst som lotsfartyg 1883-1924

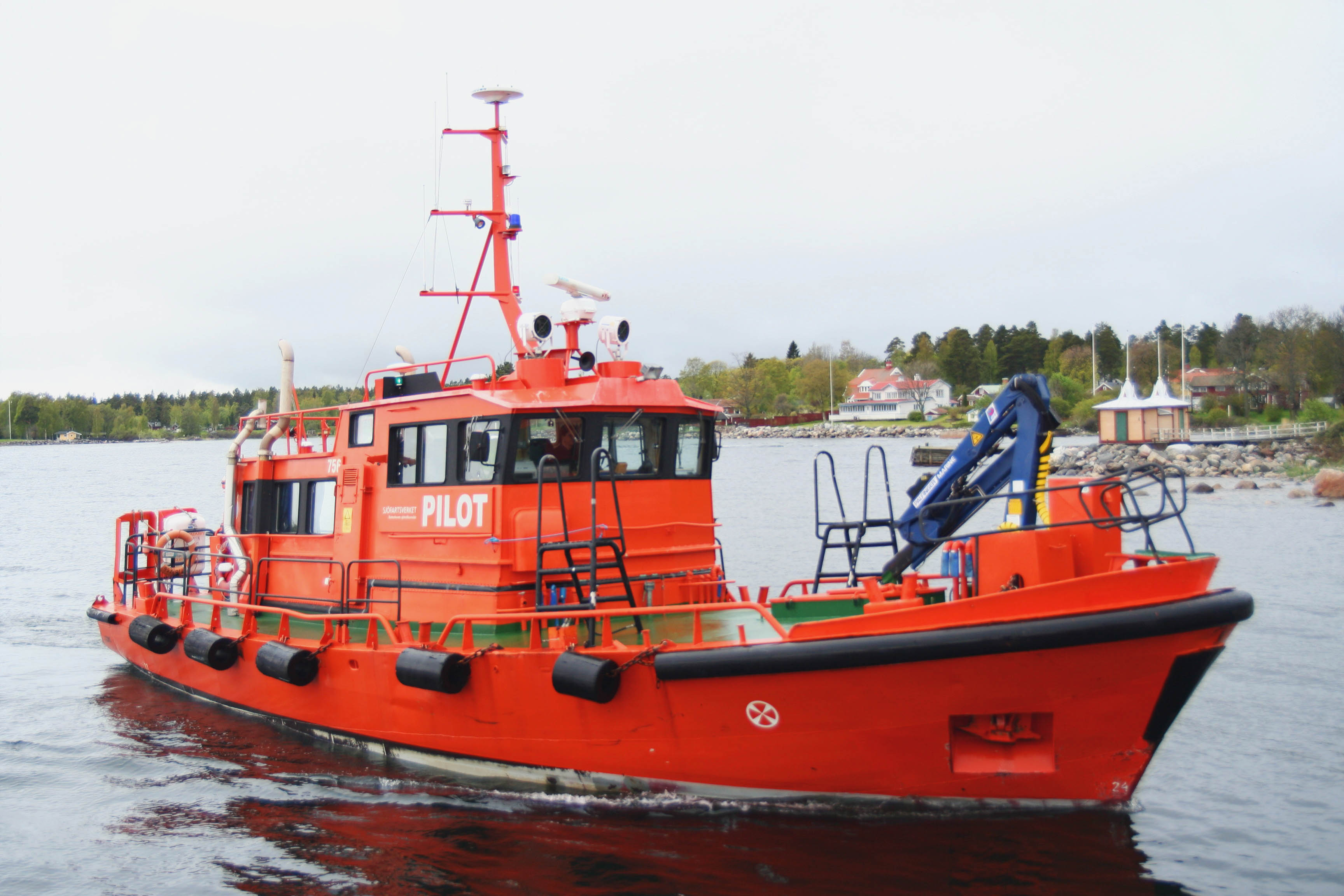
Den svenska lotsbåten Pilot 756 SE vid Bönans lotsstation, i tjänst sedan 1985, fotograferad 2006

Lotsbåt är ett mindre fartyg, eller en större båt, som används för utsättning och hämtning av lots vid lotsning av lotspliktiga fartyg. 

## Lotsbåtar i Sverige
Lotsbåtarna, numera 72 (2024) på 23 lotsstationer, ägs sedan 1950-talet i Sverige av Sjöfartsverket och finns placerade vid Sjöfartsverkets lotsstationer. Lotsbåtens besättning kallas båtman, som både kör båten och sköter båtarnas underhåll.

### Historik
De tidigare seglande lotsbåtarna var allmogebåtar av de typer som användes på orten eller närliggande kuster. Lotsbåten förde ett storsegel med en röd duk insydd diagonalt i seglet. Under mörker fördes en lampa med vit och rött sken, kunde även vara med blinkande funktion. De var oftast privatägda av lotsarna som "enskilda tjänstebåtar" och privat ägare var det vanliga långt in på 1950-talet.
Från omkring 1860 och fram till omkring 1900 anskaffades också omkring 80 seglande "kronolotskuttrar", vilka främst placerades på västkusten och vid de större lotsplatserna på ostkusten. Lotsverket var också ägare till de tre isgående 17-meters stålbåtarna Sandhamn, Gävle och Sundsvall, som byggdes för Lotsverket under 1930-talet.
Motoriseringen av lotsbåtarna startade 1905. De ökade kostnaderna för motorbåtarna gjorde att man övergick till att hålla gemensamt ägda tjänstebåtar, organiserat i ett enkelt bolag på varje lotsplats för sig.

## Framtida båtar
Sjöfartsverket planerar att ta ytterligare ett tekniksteg för sina lotsbåtar, med introduktion av eldrivna bärplansbåtar. Kontrakt tecknades i oktober 2024 med det nordirländska företaget Artemis Technologies för en 12,5 meter lång bärplansbåt med leverans 2026, med en maxfart på 31 knop, en marschfart på 25 knop opch en räckvidd på 44 nautiska mil (81 kilometer).

## Bildgalleri

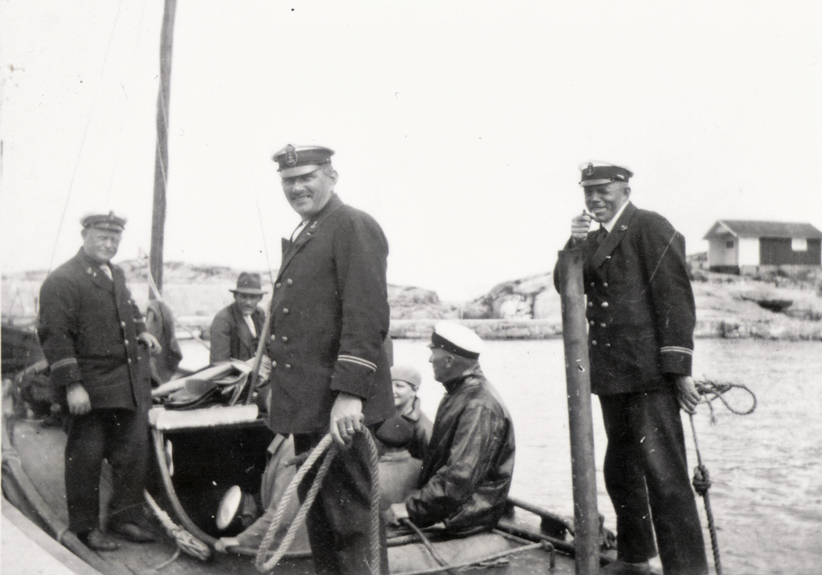
Sveriges första motordrivna lotsbåt, Mulle, byggd 1905 av Holms Skeppsvarv, fotograferad i Hävringe.
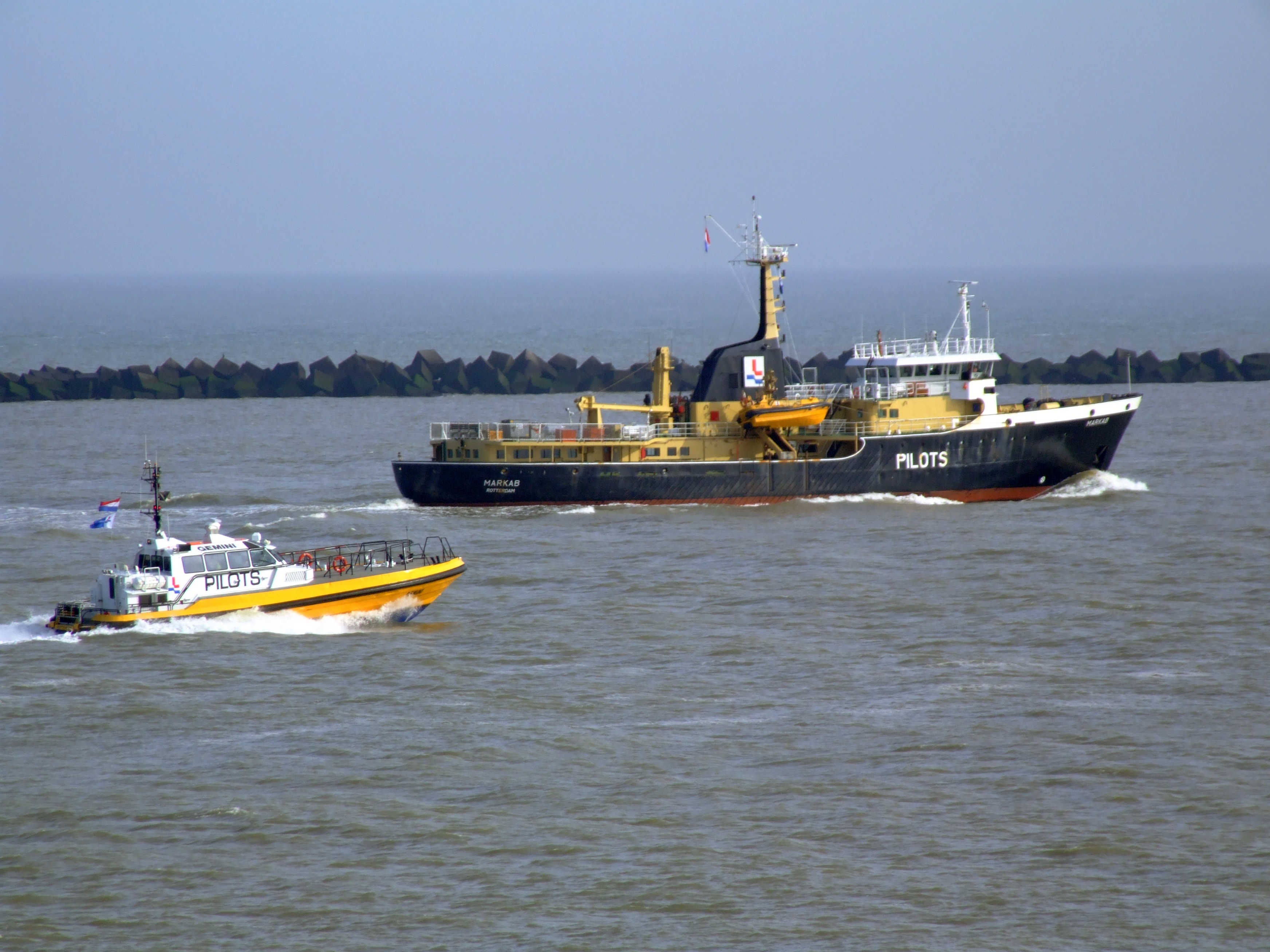
Moderbåten Markab med tendern Gemini i Rotterdams hamn
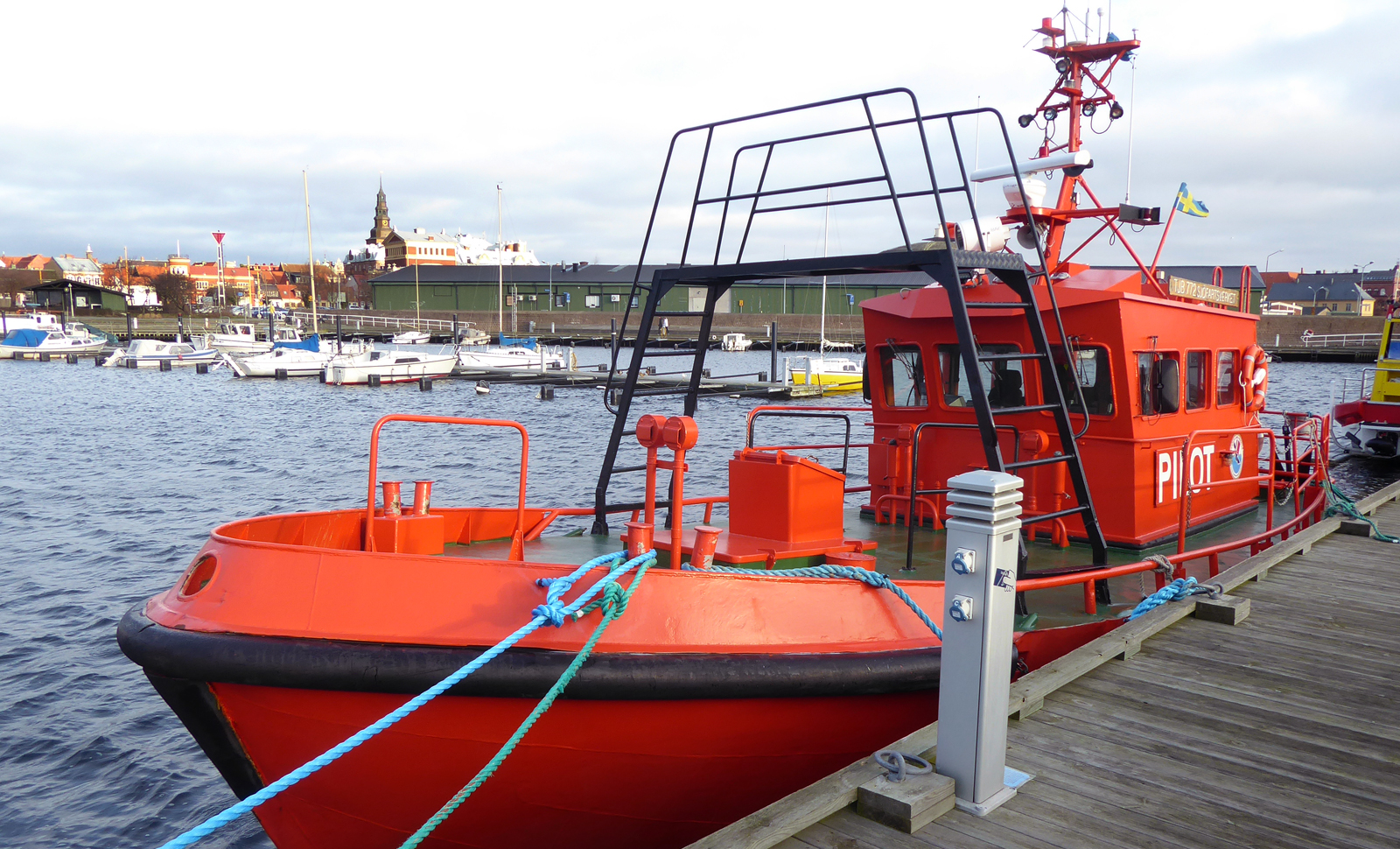
Lotsbåt Pilot 772 SE, byggd av Holms Skeppsvarv  i Råå 1987 , fotograferad på Ystads lotsstation 2020.
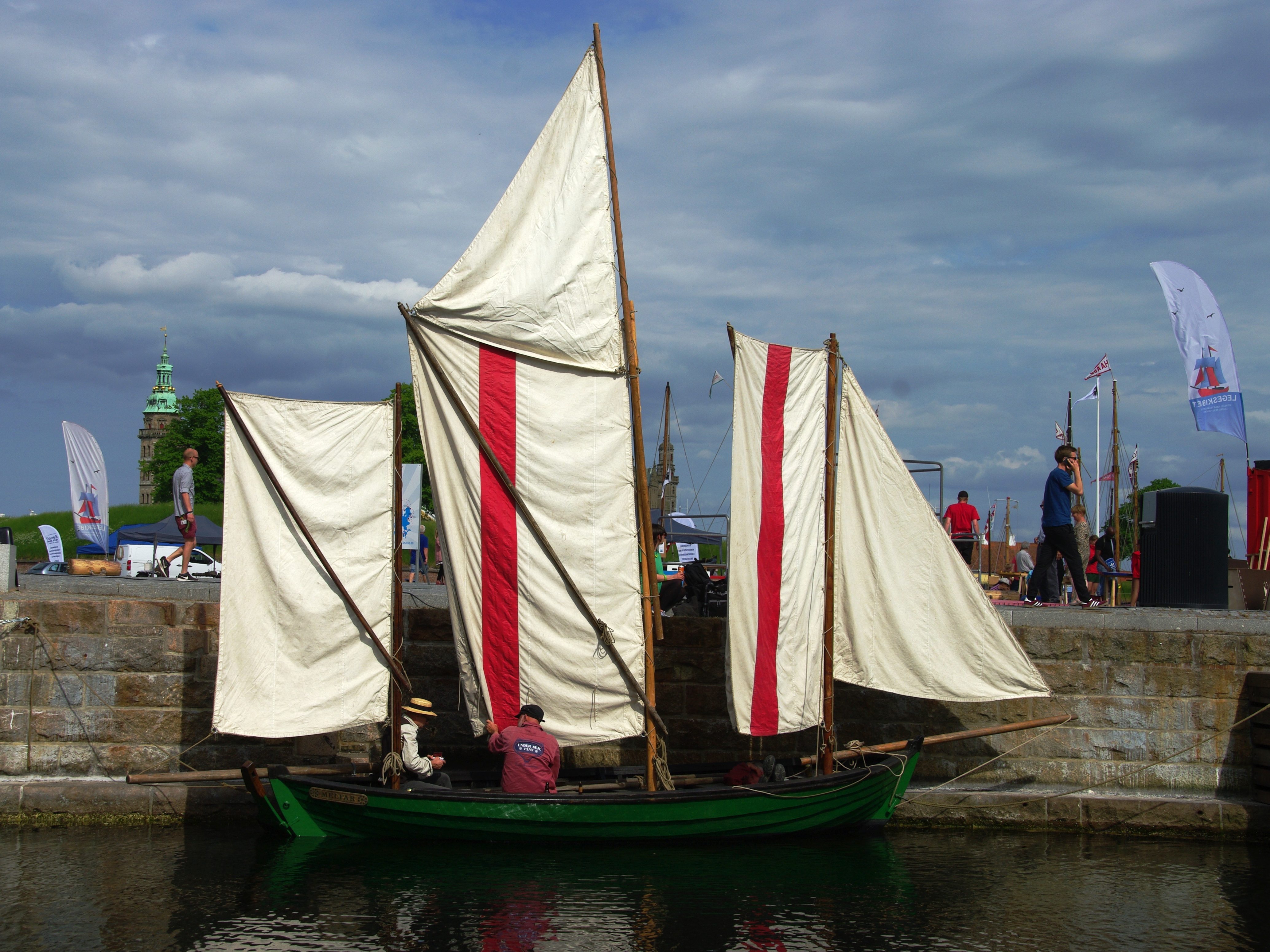
Den tidigare danska lotsbåten Medfar i Helsingörs hamn.